# Латынина, Лариса Семёновна
Лари́са Семёновна Латы́нина (девичья фамилия — Ди́рий; род. 27 декабря 1934, Херсон, Одесская область) — советская гимнастка, девятикратная олимпийская чемпионка (1956, 1960, 1964), Заслуженный мастер спорта СССР (1956), неоднократная чемпионка мира и Европы (1957—1962), СССР (1956—1964) в личных и командных соревнованиях, Заслуженный тренер СССР (1972), Заслуженный работник физической культуры Российской Федерации (1997). Полный кавалер ордена «За заслуги перед Отечеством».
Рекордсменка по количеству олимпийских медалей в спортивной гимнастике среди женщин и мужчин.
До 2012 года являлась самой титулованной спортсменкой на планете, имела наибольшую (по количеству) коллекцию олимпийских медалей за всю историю спорта — 18 медалей (9 золотых, 5 серебряных и 4 бронзовые)
Латынина известна также тем, что на чемпионате Европы по спортивной гимнастике 1957 года выиграла все золотые медали.

## Биография
Лариса Латынина (Дирий) родилась 27 декабря 1934 года в городе Херсоне (Украинская ССР). Отец — Семён Андреевич Дирий (1906—1943), погиб на фронте в ходе Сталинградской битвы во время Великой Отечественной войны. Мать — Пелагея Анисимовна Барабанюк (1902—1975), уборщица, а по ночам работала истопником или сторожем.
С детства мечтала о балете. Когда в городском Доме народного творчества открылась хореографическая студия, мать за последние деньги определила в неё дочь. В пятом классе, после закрытия студии, Лариса записалась в школьную секцию гимнастики, где её первым тренером стал Михаил Сотниченко.
В 1950 году гимнастка выполнила первый спортивный разряд и в составе сборной команды школьников Украинской ССР попала на всесоюзное первенство в Казань.
В девятом классе средней школы выполнила норматив мастера спорта СССР.
В 1953 году окончила среднюю общеобразовательную школу № 14 города Херсона с золотой медалью. Затем переехала в Киев, поступила в Киевский политехнический институт и продолжила тренировки под руководством Александра Семёновича Мишакова.
На всесоюзном сборе в Братцево успешно прошла отборочные испытания на Всемирный фестиваль молодёжи и студентов в Бухарест, где получила первые золотые медали. Выступала за добровольное спортивное общество «Буревестник» (Киев).
После второго курса перевелась из политехнического института в Киевский государственный институт физической культуры, где совмещала учёбу с выступлениями на спортивных соревнованиях различного уровня. Весной 1959 года, будучи молодой мамой (в декабре 1958 года у Латыниной родилась дочь Татьяна), с отличием окончила институт и начала подготовку ко II летней Спартакиаде народов СССР. Член КПСС с 1963 года.

### Семья
Муж — Иван Ильич Латынин.
Дочь — Татьяна Ивановна Латынина (род. декабрь 1958), в течение пятнадцати лет танцевала в Государственном академическом хореографическом ансамбле «Берёзка» имени Н. С. Надеждиной.
Зять — Ростислав Вадимович Ордовский-Танаевский Бланко (род. 1958), бизнесмен.
Сын — Андрей (погиб).
Муж — Юрий Израилевич Фельдман (1938—2020), доктор технических наук, профессор, академик Академии электротехнических наук Российской Федерации и Международной академии электротехнических наук, в прошлом — президент, генеральный директор ОАО «Акционерная электротехническая компания „Динамо“».

## Спортивные достижения

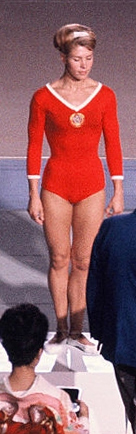
Лариса Латынина во время церемонии награждения на Летних Олимпийских играх 1964 года.

В 1954 году на чемпионате мира по спортивной гимнастике в Риме женская сборная СССР завоевала первое место, а Лариса Латынина (Дирий) в её составе получила первую золотую медаль чемпионки мира.
Абсолютная олимпийская чемпионка (1956, 1960). Победительница Олимпийских игр в командном первенстве (1956, 1960, 1964), в вольных упражнениях (1956, 1960, 1964), в опорном прыжке (1956). Серебряная медалистка Олимпийских игр в абсолютном первенстве (1964; уступила Вере Чаславской), в соревнованиях на брусьях (1956, 1960), на бревне (1960), в опорном прыжке (1964). Бронзовый призёр Олимпийских игр в командных упражнениях с предметами (1956), в опорном прыжке (1960), в упражнениях на бревне (1964) и на брусьях (1964).
Абсолютная чемпионка мира (1958, 1962). Чемпионка мира в командном первенстве (1954, 1958, 1962), в опорном прыжке (1958), в упражнениях на брусьях (1958) и вольных упражнениях (1962).
Примечательно, что выступая на XIV чемпионате мира, проходившем с 6 по 10 июля 1958 года в Москве, Латынина, будучи на пятом месяце беременности, завоевала 5 золотых медалей (командное многоборье, индивидуальное многоборье, опорный прыжок, разновысокие брусья, бревно) и 1 серебряную (вольные упражнения).
Абсолютная чемпионка Европы (1957, 1961). Чемпионка Европы 1957 года в вольных упражнениях, в опорном прыжке, в упражнениях на брусьях и на бревне, 1961 года — в вольных упражнениях.

### Летние Олимпийские игры
| Игры          | Абсолютное первенство | Вольные упражнения | Опорный прыжок | Брусья | Бревно | Командное первенство | Команда с предметами |
| ------------- | --------------------- | ------------------ | -------------- | ------ | ------ | -------------------- | -------------------- |
| 1956 Мельбурн | 1                     | 1                  | 1              | 2      | 4      | 1                    | 3                    |
| 1960 Рим      | 1                     | 1                  | 3              | 2      | 2      | 1                    | н/д                  |
| 1964 Токио    | 2                     | 1                  | 2              | 3      | 3      | 1                    | н/д                  |

## Дальнейшая спортивная и общественная деятельность
С 1966 по 1977 годы Лариса Латынина была старшим тренером женской сборной СССР по спортивной гимнастике. Под её руководством команда трижды становилась золотым призёром Олимпийских игр (1968, 1972, 1976).
С 1975 по 1980 годы была членом оргкомитета «Олимпиада-80» под руководством Игнатия Новикова, которому Олимпийский комитет СССР передал права и функции по подготовке и проведению Летних Олимпийских игр 1980 года в Москве.
В 1990—1992 годах работала заместителем директора в Фонде милосердия «Физкультура и здоровье».
В 1997—1999 годах занимала должность заместителя генерального директора совместного российско-немецкого предприятия «Гефест».
В последние годы является одним из общественных руководителей Союза спортсменов России, активно участвует в работе Российской ассоциации олимпийских чемпионов. Часто входит в состав жюри соревнований по спортивным танцам.

## Книги

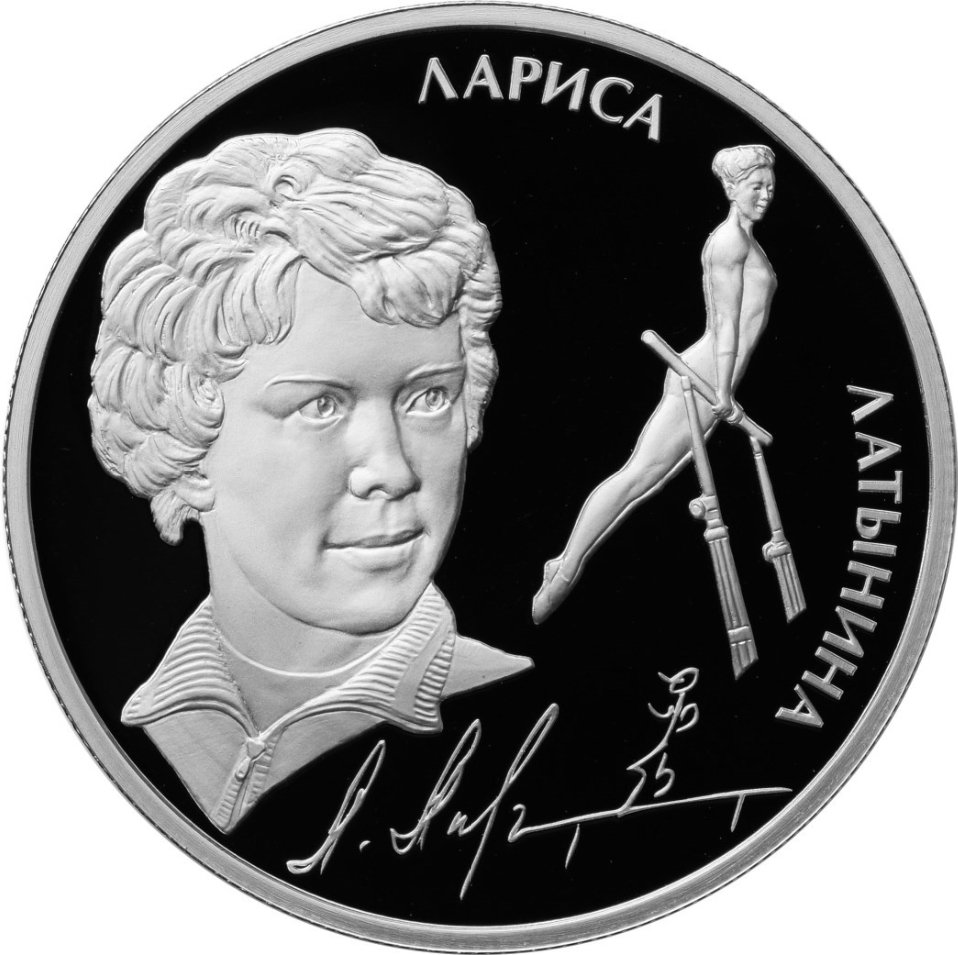
Памятная монета Банка России, посвящённая Ларисе Латыниной (2014 год).

Лариса Латынина является автором книг:
- (укр.) Латиніна Л. Сонячна молодість / Літ. запис Г. Поліщук. — Киев: Молодь, 1958. — 114 с. з іл.
- Латынина Л. С. Равновесие. — М.: Мол. гвардия, 1970. — 223 с. : 8 л. ил. — (Спорт и личность).
- Латынина Л. С. Равновесие. Изд. 2-е. — М.: Мол. гвардия, 1975. — 240 с. с ил : 16 л. ил. — (Спорт и личность; Кн. 25).
- Латынина Л. С. Как зовут эту девочку? — М.: Правда, 1974. — 46 с. — (Б-чка «Огонек»; № 35).
- Латынина Л. С. Гимнастика сквозь годы. — М.: Сов. Россия, 1977. — 157 с.
- Латынина Л. С. Гимнастика сквозь годы. — СПб.: Фонд Людвига Нобеля: Полиграфическое предприятие № 3, печ. 2014. — 378 с., [18] л. цв. ил., портр.: ил., портр.; 21 см — ISBN 978-5-902078-86-9

## Признание заслуг

### Государственные награды СССР
- 1957 — орден Ленина — за успехи, достигнутые в деле развития массового физкультурного движения в стране, повышения мастерства советских спортсменов, и успешное выступление на международных соревнованиях[6]
- 1960 — орден «Знак Почёта» — за успешные выступления в XVII летних и VIII зимних Олимпийских играх 1960 года, а также за выдающиеся спортивные достижения[7]
- 1965 — орден «Знак Почёта» — за успешные выступления на XVIII летних и IX зимних Олимпийских играх и выдающиеся спортивные достижения[8]
- 1972 — орден «Знак Почёта» — за успехи в развитии массового физкультурного движения в стране и высокие достижения советских спортсменов на XX летних Олимпийских играх[9]
- 1980 — орден Дружбы народов — за большую работу по подготовке и проведению Игр XXII Олимпиады[10]

#### Почётные звания СССР
- 1956 — «Заслуженный мастер спорта СССР».
- 1972 — «Заслуженный тренер СССР».

### Государственные награды Российской Федерации
- 1997 — медаль «В память 850-летия Москвы» — за значительный вклад в развитие Москвы.
- 1999 — орден Почёта — за заслуги в развитии физической культуры и спорта, большой вклад в укрепление дружбы и сотрудничества между народами[11].
- 2004 — орден «За заслуги перед Отечеством» IV степени — за большой вклад в развитие физической культуры и спорта и многолетнюю добросовестную работу[12].
- 2010 — орден «За заслуги перед Отечеством» III степени — за большой вклад в развитие физической культуры и спорта и многолетнюю добросовестную работу[13].
- 2015 — орден «За заслуги перед Отечеством» II степени — за большой вклад в развитие физической культуры и спорта, активную общественную деятельность[14].
- 2024 — орден «За заслуги перед Отечеством» I степени — за большой вклад в развитие и популяризацию физической культуры и спорта, активную общественную деятельность[15]

#### Почётные звания Российской Федерации
- 1997 — «Заслуженный работник физической культуры Российской Федерации» — за заслуги в развитии физической культуры и спорта[16].

### Государственные награды Украины
- 2002 — орден княгини Ольги III степени — за значительный личный вклад в развитие физической культуры и спорта на Украине, достижение высоких спортивных результатов на Олимпийских играх[17].

### Международные награды
- 1991 — серебряный Олимпийский орден Международного олимпийского комитета (МОК) — за выдающиеся заслуги[5].

### Региональные награды
- 2011 — Орден «Ключ дружбы» (Кемеровская область)[18]
- 2014 — Медаль «За особые заслуги перед Калужской областью» II степени — за большой вклад в развитие физической культуры и спорта на территории Калужской области

## Образ в изобразительном искусстве
Лариса Латынина изображена на картине «Гимнасты СССР» академика Российской академии художеств Дмитрия Жилинского.